# Valentyin Grigorjevics Raszputyin
Valentyin Grigorjevics Raszputyin (oroszul: Валентин Григорьевич Распутин; Uszty-Uda, 1937. március 15. – 2015. március 14.) orosz író. Kelet-Szibériában, az Irkutszki területen született és élte le élete nagy részét.

## Élete
1937. március 15-én született Uszty-Uda településen, Oroszország Irkutszki területén. Apja, Grigorij Raszputyin egy falusi szövetkezet boltjában dolgozott, anyja ápolónő volt. Nem sokkal születése után a Raszputyin család Atalanka faluba költözött ugyanabban az Uszty-udai járás, ahol Raszputyin gyermekkorát töltötte. Mindkét falu, amely akkor az Angara folyó partján helyezkedett el, már nem létezik eredeti helyén, mivel a Bratszki-víztározó az 1960-as években elöntötte az Angara-völgy nagy részét, és a falvakat magasabb helyre telepítették.
1948-ban befejezte a négyéves atalankai általános iskolát, majd a szülőfalujától mintegy 50 km-re lévő járási központban, Uszt-Udában járt középiskolába, aztán 1959-ben végzett az Irkutszki Állami Egyetemen történelem és filológia szakon.
A helyi Komszomol-lapoknál kezdett dolgozni Irkutszkban és Krasznojarszkban. 1961-ben publikálta első novelláját. Raszputyin korai irodalmi pályafutásának fontos pontja volt a fiatal írók szemináriuma 1965 szeptemberében Csitában, amelyet Vlagyimir Csivilihin vezetett, és ösztönözte a fiatal író irodalmi törekvéseit, és javasolta a tekintélyes Szovjet Írók Szövetségének tagságára. Azóta Raszputyin Csivilihint „irodalmi keresztapjának” tartja.
1967-ben, a Pénzt Marijának című könyvének megjelenése után, Raszputyint valóban felvették a Szovjet Írók Szövetségébe. Az elkövetkező három évtizedben számos regényt publikált – sok közülük széles körben népszerűvé vált az orosz olvasóközönség körében, és a kritikusok is elismerték. Vlagyimir Putyin elnök 2002-ben Raszputyint a Hazáért érdemrenddel tüntette ki
1980-ban, miután két évig kutatta a kulikovói csatát. Raszputyint egy ortodox pap megkeresztelte a közeli Jelecben.
Raszputyin irodalmi munkássága szorosan összefügg a társadalmi és környezeti témákkal kapcsolatos aktivizmusával. Az 1970-es és 1980-as években Raszputyin, akit a „szibériai környezetvédelmi lobbi” vezéralakjának neveztek, aktívan részt vett a Bajkál-tó védelméért és a közép-ázsiai köztársaságokban a szibériai folyók megfordítása elleni kampányban. Az 1990-es években részt vett a nacionalista ellenzéki mozgalomban. Felnőtt életének nagy részét Irkutszkban töltötte, számos rendezvény vendége volt Irkutszk városában, köztük III. Sándor cár, Alekszandr Vampilov és Alekszandr Kolcsak emlékműveinek leleplezésén.
Raszputyin lánya, Marija meghalt az S7 Airlines 778-as járatának 2006-os balesetében, felesége pedig hat évvel később. 2015. március 14-én halt meg Moszkvában, egy nappal a 78. születésnapja előtt. Kirill az orosz ortodox egyház pátriárkája celebrálta a temetését, Putyin elnök pedig tiszteletét tette. (2014-ben Raszputyin aláírta az írók levelét a Krím Putyin általi annektálása mellett.)

## Munkássága
Raszputyin szorosan kapcsolódik a háború utáni szovjet irodalom egy mozgalmához, amelyet a talajossághoz közel álló „falusi prózaként” vagy néha „vidéki prózaként” (деревенская проза) ismernek. A falusi prózát a hruscsovi olvadás (оттепель) idejétől kezdve dicsérték a szocialista realizmustól való stilisztikai és tematikai eltérései miatt.
A falusi prózai művek általában a szovjet parasztság nehézségeire összpontosítottak, a hagyományos falusi élet idealizált képét hirdették, és kimondva vagy kimondatlanul bírálták a hivatalos modernizációs projekteket. Raszputyin 1979-es, Isten veled, Matyora című regénye, amely egy kitalált szibériai falut ábrázol, amelyet evakuálni és megtisztítani terveznek, hogy az Angara folyón lejjebb vízerőművet lehessen építeni, e műfaj megtestesítőjének számított.
Raszputyin szépirodalmi művei hasonló témákat tartalmaznak, gyakran releváns politikai okok támogatására. Különösen éles kritikát fogalmazott meg a nagyszabású gátépítésekkel kapcsolatban, mint például a saját szülővárosát elöntő projekt, valamint a vízgazdálkodási projekteket, például a szibériai folyók Közép-Ázsiába terelését. Azzal érvelt, hogy ezek a projektek nemcsak ökológiai, hanem morális értelemben is rombolóak.

## Politikai nézetek
A peresztrojka végére Raszputyin nyilvánosan aktívvá vált, Mihail Gorbacsov reformjait hazafias és nacionalista álláspontból bírálta.
1992-ben Valentyin Raszputyin csatlakozott a Nemzeti Megmentési Fronthoz (a radikális ellenzéki erők koalíciója), névleg annak vezetéséhez tartozott. Később támogatta a Oroszországi Kommunista Pártot és annak vezetőjét, Gennagyij Zjuganovot.

## Díjai
- Szovjetunió Állami Díja, 1977. A díjat Élj és emlékezz című regényéért ítélték oda, amelynek főszereplője egy dezertőr volt a háború alatt.
- Lenin-rend, 1984
- UNEP Global 500 Roll of Honour, 1988
- Szolzsenyicin-díj, 2000

## Bibliográfia
- Василий и Василиса, 1966 (Vasili and Vasilissa; kiadta angol fordításban a Progress Publishers, 1981) ISBN 99923-812-0-5
- Деньги для Марии, 1967
  - Pénzt Marijának – Magvető, Budapest, 1979 (Rakéta regénytár) · ISBN 9632710940 · Fordította: B. Fazekas László
- Последний срок, 1970
  - Végnapok – Európa, Budapest, 1974 (Modern könyvtár) · ISBN 9630703297 · Fordította, utószó: Galvács Adél
- Живи и помни, 1974
  - Élj és emlékezz! – Magvető, Budapest, 1976 (Világkönyvtár) · ISBN 9632704002 · Fordította, előszó: Harsányi Éva
- Прощание с Матёрой, 1976
  - Isten veled, Matyora – Európa, Budapest, 1976 · ISBN 963072068X · Fordította: Harsányi Éva
- Век живи – век люби: Рассказы, 1982 (Élsz és szeretsz: Történetek; angol fordításban kiadta a Vanguard Press, 1986) ISBN 0-8149-0916-7
- Пожар, 1985
  - Tűz van! – Magvető, Budapest, 1986 (Rakéta regénytár) · ISBN 9631408922 · Fordította: Harsányi Éva
- Дочь Ивана, Мать Ивана, 2004 (Iván lánya, Ivan anyja) ISBN 5235026977
- Siberia on Fire: Stories and Essays, 1989 ISBN 0-87580-547-7
- Что передать вороне? (Mit mondjak a hollónak?), 1989 
  - Mit mondjak a hollónak? – Európa, Budapest, 1984 (Európa zsebkönyvek) · ISBN 9630734109 · Fordította: Galvács Adél, Harsányi Éva, W. Német Éva

### Ismeretterjesztő
- Сибирь, Сибирь..., 1991 (Siberia, Siberia) ISBN 0-8101-1575-1

## Filmek
- 1969 – «Рудольфио», реж. Динара Асанова
- 1969 – «Рудольфио», реж. Валентин Куклев (студенческая работа во ВГИК)
- 1978 – «Уроки французского», реж. Евгений Ташков
- 1979 – Money for Maria, Lengyel György[3]
- 1980 – «Встреча», реж. Александр Итыгилов
- 1980 – «Продаётся медвежья шкура», реж. Александр Итыгилов
- 1981 – «Прощание», реж. Лариса Шепитько и Элем Климов
- 1981 – «Василий и Василиса», реж. Ирина Поплавская
- 1981 – Farewell, dir. Elem Klimov – novel Farewell to Matyora
- 1987 – Farewell, Little Island, Reisenbüchler Sándor[4]
- 1987 – Végnapok, Nemere László[5]
- 1985 – «Деньги для Марии», реж. Владимир Андреев, Владимир Храмов
- 1991 – Rudolfio, dir. Vasily Davidchuk
- 2008 – «Живи и помни», реж. Александр Прошкин
- 2016 – «Последний срок», канал «Культура» экранизировал спектакль Иркутского драматического театра им. Охлопкова

## Fordítás
- Ez a szócikk részben vagy egészben  a   Valentin Rasputin című angol Wikipédia-szócikk fordításán alapul.  Az eredeti cikk szerkesztőit annak laptörténete sorolja fel. Ez a jelzés csupán a megfogalmazás eredetét és a szerzői jogokat jelzi, nem szolgál a cikkben szereplő információk forrásmegjelöléseként.